# 财经 (杂志)
《财经》是中国的一份以介绍财经新闻为主的杂志，由胡舒立创刊于1998年。现隶属财讯传媒集团，總編輯為王波明（1958年4月23日-）。
《财经》创刊以来曾多次刊发对市场有重大影响的报道。2000年，《财经》刊发〈基金黑幕〉的报道，引起了市场广泛反响。2001年，《财经》杂志又刊发有关上市公司银广夏黑幕的报道，直接导致银广夏被中国证监会摘牌。
2009年底，《财经》杂志创建者与时任总编胡舒立辞职后创建财新传媒。
同名网站《财经网》（caijing.com.cn）是同属财讯传媒集团的项目。